# Dimitri Lavalée
Dimitri Lavalée (Soumagne, 13 de enero de 1997) es un futbolista belga que juega de defensa en el SK Sturm Graz de la Bundesliga.

## Clubes
| Club                    | País         | Año       |
| ----------------------- | ------------ | --------- |
| Standard de Lieja       | Bélgica      | 2016-2020 |
| MVV Maastricht (cedido) | Países Bajos | 2018-2019 |
| 1. FSV Mainz 05         | Alemania     | 2020-2022 |
| Sint-Truidense (cedido) | Bélgica      | 2021-2022 |
| K. V. Malinas           | Bélgica      | 2022-2024 |
| SK Sturm Graz (cedido)  | Austria      | 2023-2024 |
| SK Sturm Graz           | Austria      | 2024-     |

## Palmarés

### Campeonatos nacionales
| Título          | Club             | País    | Año  |
| --------------- | ---------------- | ------- | ---- |
| Copa de Austria | S. K. Sturm Graz | Austria | 2024 |
| Bundesliga      | S. K. Sturm Graz | Austria | 2024 |
| Bundesliga      | S. K. Sturm Graz | Austria | 2025 |